# Johan Fleming
Johan Claesson Fleming, född 1578, död genom halshuggning 10 november 1599 på Gamla Stortorget, Åbo, var en svensk friherre och kammarherre till kung Sigismund. Han var son till riksmarsken friherre Klas Fleming och friherrinnan Ebba Gustavsdotter (Stenbock). Han avrättades 21 år gammal i samband med Åbo blodbad på befallning av hertig Karl.

## Biografi
Friherre Johan Fleming var liksom sin far, riksmarsken friherre Klas Fleming, lojal till kung Sigismund och tjänstgjorde vid kungens hov som kammarherre. Sommaren 1598 reste han till faderns Svidja slott i Finland. En dag fick han besök av överste Arvid Stålarm som rekommenderade Fleming att stanna kvar i Finland för att ”hålla konungens folk vid gott mod”. Fleming höll med och stannade kvar – något som kom att bli ett fatalt misstag. Året därpå greps både han och Stålarm i samband med belägringen av Åbo slott. Ledaren för belägringen var hertig Karl, som drev ett avsättningskrig mot sin brorson kung Sigismund. En av hertigens största fiender var Klas Fleming och han begärde därför att få träffa dennes tillfångatagna son. Men Karl kände medlidande över ynglingen vilket gjorde att han erbjöd Johan Fleming lov om nåd i utbyte mot hans trohet. Fleming böjde ett knä och svarade: ”Jag har ingen skälig anledning att övergiva den trohet, jag svurit min konung, dock beder jag eders furstliga nåde på det ödmjukaste om försköning.” Hertigen ville då att Fleming skulle gå ner på båda knäna, varav Fleming sa: ”Den hedern sparar jag åt Gud och min konung”. Hertig Karls ursprungliga medlidande var nu borta och det dröjde inte länge innan Flemings dödsdom var fälld.
Den 10 november 1599 fördes Johan Fleming tillsammans med andra finska herrar till Gamla Stortorget i Åbo där bödeln väntade. Under vägen sände han sitt testamente och en ring till sin mor friherrinnan Ebba Gustavsdotter. Han hälsade att han ”gladeligen” gick denna väg. Fleming talade till folket som samlats och förklarade sin oskuld. Hans sista ord var till skarprättaren och löd: ”Gör ditt ämbete!” Inte långt därefter halshöggs även hans älskade halvbror Olof Clason i det som kom att bli känt som Åbo blodbad. Med dem utgick den friherrliga ätten Fleming till Vik.